# Still Loving You
«Still Loving You» es una canción de la banda alemana de hard rock y heavy metal Scorpions, publicada como sencillo en 1984 e incluida como la pista final de su álbum Love at First Sting (1984). Debido a un problema entre el productor Dieter Dierks y los músicos, su grabación, al igual que las demás canciones del disco, se efectuó en los Polar Studios de Estocolmo sin el baterista Herman Rarebell ni el bajista Francis Buchholz. Sin embargo, la cinta que quedó en el producto final se registró en los estudios Dierks de Colonia con Rarebell y Buchholz grabando sus partes sin la compañía de los demás músicos. Rudolf Schenker había compuesto la música seis o siete años atrás, pero no tenía la calidad suficiente para incluirla en un disco. Durante todo ese tiempo el guitarrista nunca forzó a sus compañeros a trabajar en ella, hasta que en 1983, en medio de las sesiones de grabación, volvió a presentarla a Matthias Jabs, quien le agregó algunas cosas con su guitarra y, por consiguiente, motivó al vocalista Klaus Meine a escribirle la letra.
Considerada por los medios de la época como una power ballad de rock, hard rock y heavy metal, según Schenker relata «una historia de amor, donde ellos reconocen que han terminado pero quieren tratar de nuevo». Sin embargo, existe la creencia de que entrega un mensaje oculto y trataría sobre la división territorial alemana, en particular sobre el Muro de Berlín, evidenciable en algunas partes de los versos y el estribillo.
Los sellos Harvest/EMI, RCA y Mercury Records lo publicaron como sencillo el 13 de junio de 1984. Una vez en el mercado, ingresó entre los diez más vendidos en las listas musicales de varios países, mayormente de Europa continental y Latinoamérica entre 1984 y 1987, por lo que es considerado su primer gran éxito mundial. En Francia obtuvo una gran notoriedad, ya que llegó al primer lugar en el recuento nacional y antes de terminar el año la Syndicat National de l'Édition Phonographique (SNEP) lo certificó de disco de platino, por vender más de un millón de copias. Su repercusión fue tal, que se afirma que es la responsable de una explosión de natalidad en 1985, mientras que en la década de los 2010 estuvo de manera interrumpida por seis años seguidos en la lista musical y para mediados de ese decenio se estimó que, solo en esa nación, se habían vendido más de 1,8 millones de unidades.
Por otro lado, recibió reseñas positivas por parte de la prensa especializada, que destacó aspectos como la melodía y la voz de Meine. Con el paso de los años, distintos medios la han posicionado como una de sus mejores canciones y una de las baladas más importantes de la historia. Para promocionarlo, el 12 de abril de 1984 se grabó su respectivo videoclip en una presentación en vivo en el recinto Reunion Arena de Dallas (Estados Unidos). Interpretada en la gran mayoría de sus conciertos, ha figurado en sus distintos álbumes en vivo y de video, tales como World Wide Live (1985) o Amazonia: Live in the Jungle (2009). Asimismo, ha sido arreglada en los formatos sinfónico y acústico para sus producciones Moment of Glory (2000), y Acoustica (2001) y MTV Unplugged - Live in Athens (2013), respectivamente. Adicionalmente, varios artistas la han versionado para sus respectivas producciones.

## Antecedentes

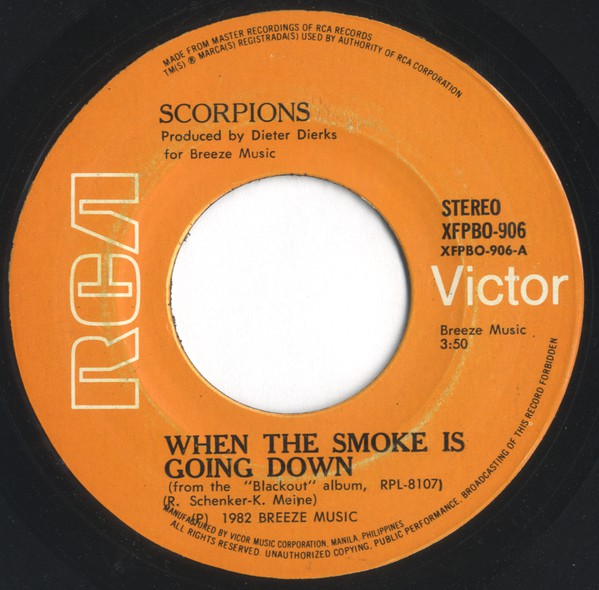
«When the Smoke is Going Down», publicado por RCA Records en 1982 en determinados países, alcanzó el primer lugar en la lista musical de Polonia

Una de las características musicales de Scorpions son las power ballads, definida por el diccionario de la Universidad de Cambridge como: «una canción de amor lenta que se canta con mucha emoción». De acuerdo con el crítico canadiense Martin Popoff, la primera pista de la banda de este tipo fue «Fly People Fly» de su segundo álbum de estudio Fly to the Rainbow de 1974. En su respectivo análisis, Popoff señaló que tiene la idiosincrática configuración compositiva de sus power ballads; es decir, una estructura lenta, calmada y dramática en los versos y un ritmo creciente hacia el heavy rock en el estribillo. A partir de la década de los setenta, Scorpions usualmente incluía una o dos canciones de este tipo en sus producciones discográficas, las cuales trataban diversos tópicos; por ejemplo, en In Trance (1975) figuró «Life's Like a River», cuya letra trata sobre la mortalidad, la soledad y la trascendencia. Para Virgin Killer de 1976 se escribieron dos: «In Your Park» y «Yellow Raven». La primera era una composición del guitarrista Rudolf Schenker y el vocalista Klaus Meine acerca de que la «noche silenciosamente se convierte en día de nuevo», mientras que la segunda la creó el guitarrista líder Uli Jon Roth y relata la historia de una «fantástica ave soñadora [que] te aleja de este mundo malo».
Para su quinto álbum de estudio, Taken by Force de 1977, solo se incluyó a «Born to Touch Your Feelings», la que entrega un mensaje en primera persona en donde la canción en sí misma «nace para tocar tus sentimientos». Luego de la renuncia de Roth en 1978, la dupla Schenker-Meine tomó el control creativo de las canciones, así que para Lovedrive (1979) ambos compusieron las dos power ballads. «Always Somewhere» cuenta la historia de un hombre que extraña a su mujer; en cierto modo, un reflejo de los músicos de rock cuando están lejos de la casa durante las giras de concierto. Esta es la primera balada de la banda que trata sobre el amor, ya que Meine se la escribió a su esposa Gabi según el baterista Herman Rarebell. «Holiday», por su parte, está interpretada mayormente con guitarras acústicas y trata sobre un viaje relajado. Para Animal Magnetism (1980) Schenker y Meine compusieron «Lady Starlight», que entrega un mensaje de soledad y amor perdido. Esta destacó porque por primera vez agregaron una sección de cuerdas y una de vientos a una de sus composiciones. En tanto, «When the Smoke is Going Down» fue la power ballad de Blackout (1982) y se refiere a la atmósfera postconcierto.
A pesar de que eran populares entre sus seguidores, sus power ballads no habían sido lanzadas como sencillos hasta que en 1979 Harvest Records publicó a «Always Somewhere» únicamente en Filipinas. De igual manera, en el mismo año, Mercury Records editó a «Holiday» solo para los Estados Unidos. Schenker afirmó que fue un fracaso comercial en las listas musicales estadounidenses, puesto que solamente llegó hasta la posición 131 en el recuento de sencillos de la revista Record World, para la semana del 2 de febrero de 1980. En 1982, otro de sus distribuidores, RCA Records, lanzó a «When the Smoke is Going Down» en determinados países. Aunque pasó casi inadvertido en la mayoría de ellos, obtuvo un positivo recibimiento en la lista musical de Polonia, ya que estuvo cuatro semanas no consecutivas en el primer lugar.

## Composición y grabación
Rudolf Schenker comentó que la historia detrás de la canción era similar a la de «No One Like You» de 1982 en el sentido de que compuso la música seis o siete años antes, pero carecía de la calidad suficiente para incluirla en un álbum. Durante todo ese tiempo nunca forzó a los demás músicos a trabajar en ella, hasta que en 1983 —en una de las sesiones de grabación de Love at First Sting— se la volvió a presentar a Matthias Jabs, quien le agregó algunas cosas con su guitarra. Esto motivó a Meine hasta el punto que quería añadirle una letra especial. Según Schenker, el vocalista salió a caminar por un parque hasta llegar a un campo nevado, en donde ideó la letra, mas no la escribió en un papel. Al poco tiempo, regresó con ella en mente y juntos la terminaron de componer. «Still Loving You» cuenta «una historia de amor, donde ellos reconocen que han terminado pero quieren tratar de nuevo», según Schenker. Aunque reconoció que no era un relato nuevo, destacó que contaron, a su manera, «la vieja historia».
El autor español Daniel Domínguez, en su libro Dime qué canción escuchas y te diré qué esconde, indica que la letra trata sobre una «relación de amor rota», en que el personaje principal le pide «a su amada una segunda oportunidad para conquistarla de nuevo». No obstante, existe la creencia de que entrega un mensaje oculto y trataría sobre la división territorial alemana. Para entonces, el país natal de Scorpions estaba dividido en dos —Alemania Oriental y Alemania Occidental— y su capital estaba separada por el Muro de Berlín. De acuerdo a esta teoría, la letra relata la separación de Alemania, lo que se vería en algunas partes de los versos y el estribillo, como en «amor, solo el amor puede derribar el muro algún día» y «tu orgullo ha construido un muro tan fuerte que no puedo atravesarlo. ¿Realmente no hay posibilidad de empezar de nuevo?».
Considerada una power ballad, los medios especializados de la época la clasificaron de rock, hard rock y heavy metal. Por su parte, algunos más recientes la han posicionado también en el glam metal y en el arena rock. De acuerdo con la partitura publicada en Musicnotes por Alfred Publishing Co. Inc, el tema está compuesto en la tonalidad de sol mayor con un tempo lento de 50 pulsaciones por minuto. El registro de Meine se extiende desde la nota fa♯3 a re6, en el índice acústico científico. De acuerdo con el sitio web Songfacts, su música parte con una sección acústica calmada que progresivamente aumenta su intensidad con los power chords. Jerry Smith, en su revisión para Music Week, comentó que está construida «desde una guitarra ligeramente tocada y voces suaves hasta una parte típica de guitarra muy distorsionada y letras gritadas». En cuanto a la voz de Meine, es «plena y robusta, pero tiene un tono bajo y tierno que infunde sentimiento en cada línea» según Cashbox, mientras que Songfacts la llamó «llena de dolor». Cabe señalar que «Still Loving You» es una de las pocas canciones en que el guitarrista rítmico Rudolf Schenker interpreta el solo de guitarra.
Al igual que las demás canciones que integran Love at First Sting, su grabación se llevó a cabo en un período en que la relación entre la banda y el productor Dieter Dierks estaba mostrando los primeros signos de desgaste. La primera sesión aconteció en 1983 en los Polar Studios de Estocolmo con Jimmy Bain en el bajo y Bobby Rondinelli en la batería, exmúsicos de Rainbow. Según el bajista Francis Buchholz, Dierks tomó la decisión de excluirlo a modo de venganza y por eso contrataron a Bain, mientras que Rondinelli cubrió el puesto de Rarebell ya que en Suecia inició un tratamiento contra el alcohol. Sin embargo, la cinta registrada en Estocolmo no quedó en el producto final, puesto que Scorpions volvió a grabar todas las canciones del álbum —incluido «Still Loving You»— en los Dierks Studios de Colonia (Alemania). Por cierto, Buchholz y Rarebell grabaron sus partes en ese estudio sin la compañía de los demás músicos y guiados solo por una pista de guitarras y voces. Estas nuevas sesiones les llevó cerca de tres meses y fueron registradas en una grabadora digital de 32 pistas.

## Lanzamiento y reediciones

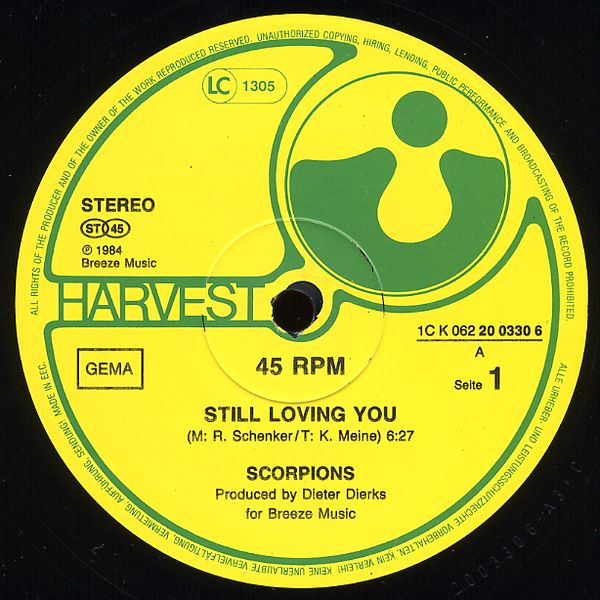
«Still Loving You» salió al mercado en varios formatos, en la imagen la cara del vinilo de 12"

«Still Loving You» salió a la venta como sencillo el 13 de junio de 1984 a través de los sellos Harvest/EMI y Mercury Records. La versión incluida en el sencillo principal difiere de la de estudio porque dura cerca de cinco minutos, en vez de los seis y fracción original, ya que se recortó gran parte del solo de guitarra. Su lado B dependió de cada edición y el formato de almacenamiento; por ejemplo, el vinilo de siete pulgadas incluyó a «Holiday» del disco Lovedrive (1979). En julio del mismo año se editó en dos versiones maxisencillos de doce pulgadas. Ambos poseían la duración original de 6:27 minutos, pero uno tenía a «No One Like You» y «Always Somewhere» como lado B, mientras que el otro solo a «As Soon As the Good Times Roll». Por su parte, RCA Records sacó al mercado japonés otro siete pulgadas e incluía a «Bad Boys Running Wild».
En 1985, EMI nuevamente publicó un vinilo de siete pulgadas con la versión en vivo de «Big City Nights» como lado B. Siete años más tarde, para promocionar al álbum recopilatorio Still Loving You (1992), Harvest/EMI lanzó una edición remezcla en siete pulgadas y maxisencillo en disco compacto. La primera poseía una duración de 4:59 minutos y la canción «Media Overkill» del álbum Savage Amusement (1988). En cambio, el disco compacto poseía una edición de 6:12 minutos, la versión radio de 3:58 minutos y a «Media Overkill». Cabe indicar que la remezcla de «Still Loving You», en sus distintas duraciones, la realizó el ingeniero de sonido Erwin Musper en los Wisseloord Studios de Hilversum (Países Bajos). En 2000, EMI Odeon sacó al mercado un sencillo en CD con la canción inédita «Love is Blind» como lado B.

## Video musical

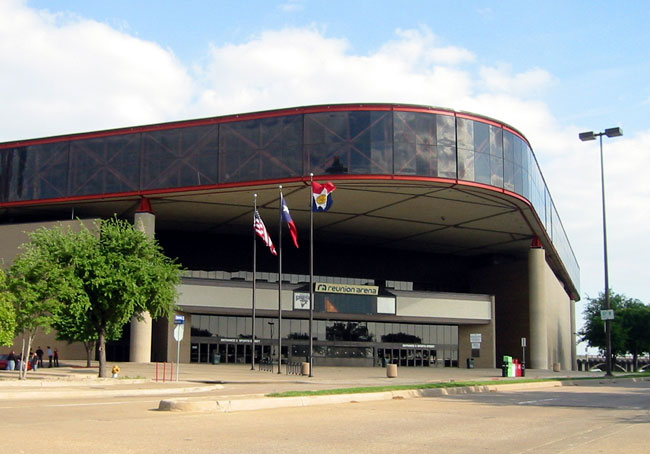
El recinto Reunion Arena antes de su demolición, lugar en donde se grabó el video musical

La dirección del video musical quedó a cargo de Hart Perry de la productora audiovisual Holographic Film Co, quien ya había trabajado con la banda en el de «No One Like You» en 1982. Su rodaje se realizó en un concierto en vivo dado el 12 de abril de 1984 en el recinto Reunion Arena de Dallas en Texas ante 19 000 personas, en el marco de la gira promocional de Love at First Sting. Con una duración de 4:50 minutos, salió al aire en julio de 1984. Al año siguiente, fue uno de los cuatro videoclips que figuraron en First Sting, el primer álbum en video de la banda.

## Recepción

### Crítica
«Still Loving You» recibió reseñas positivas por parte de la prensa especializada, tanto de la época como contemporánea. La revista estadounidense Cashbox la nombró «el tipo de balada de rock que se ha convertido en un arte perdido», en donde Scorpions «mantiene y perfecciona un sonido eléctrico misterioso y afilado que le da a esta melodía vida propia». Además, presagió «el airplay que merece». Jerry Smith, de la británica Music Week, la denominó una «poderosa balada de heavy metal». Billboard, en su edición del 30 de junio de 1984, la posicionó entre los recomendados y comentó que —luego de «Rock You Like a Hurricane»— «la banda era menos tempestuosa en esta continuación lenta y pesada». Kurt Loder, de Rolling Stone, destacó la voz de Meine, en especial «la relativa delicadeza de su enfoque».
Barry Weber, del sitio web AllMusic, la consideró «desgarradora» y que podría ser la mejor balada de la banda. El crítico canadiense Martin Popoff señaló que es «una power ballad tan memorizada» y «un gran éxito para la banda, para disgusto del fanático tradicional de los Scorpions». Malcolm Dome, de Classic Rock, la llamó «sentida balada» que, junto con «Coming Home» y «Bad Boys Running Wild», «demostraron ser ganadores, no solo en el disco sino también en el escenario». Fraser Lewry de la misma publicación, en la revisión a los álbumes remasterizados para celebrar el 50° aniversario de la banda, la denominó «otra gran balada». La revista en línea Loudwire comentó que es uno de sus mayores éxitos e «impulsó la reputación de la banda por escribir temas fuertes, lentos y deprimentes». Will Harris de la revista en línea PopMatters, en su crítica al recopilatorio Bad for Good: The Very Best of Scorpions, afirmó que «Still Loving You», al igual que «Big City Nights», siguieron el ejemplo exitoso de «Rock You Like a Hurricane» y «si bien es posible que no hayan alcanzado el estatus de himno, cuando surjan de tus parlantes, descubrirás que han resistido la prueba del tiempo. así como su hermano más famoso».
Eduardo Rivadavia, para Ultimate Classic Rock, la posicionó en el cuarto puesto de su lista de las diez mejores canciones de la banda. En su reseña, señaló que era la «power ballad arquetípica» de Scorpions y ninguna de sus otras baladas, en especial «Wind of Change», supera sus cualidades de himno y las intenciones románticas que agradan al público. Steve Peake, del sitio Live About, en su recuento sobre las diez mejores canciones de Scorpions de los ochenta, situó a «Still Loving You» en el quinto lugar. En su análisis, la llamó «casi perfecta» y «sangra de emoción incluso cuando genera algunos de los mejores acordes de guitarra arpegiados y partes solistas abrasadoras que jamás hayas escuchado en el rock convencional». En otra lista desarrollada por el mismo sitio, sobre las veinte mejores baladas del hair metal de los ochenta y noventa, Chad Bowar la incluyó en la casilla diecinueve y opinó que era superior a la comercialmente exitosa «Wind of Change». La revista Revolver la puso en el segundo lugar de las cinco power ballads de todos los tiempos, basándose en una elección de sus lectores. En su crítica, Eli Enis expresó que «es una balada de hair metal tan buena que incluso aquellos que de otro modo renunciarían al género pueden aceptarla descaradamente» y destacó la «vertiginosa entrega vocal» de Meine y el riff de guitarra. Philip Trapp, de Loudwire, la incluyó entre las diez canciones más románticas de hard rock para crear el ambiente y señaló que es quizás su composición más monumental para intensificar el romance. Carlos Marcos y Miguel Ángel Bargueño, para el periódico El País, escribieron que «es la madre de todas las baladas heavies» porque «contiene todos los ingredientes clave: contundencia, intensidad, desgarro y cursilería».

#### Reconocimientos
Con el paso de los años, distintos autores y medios especializados han posicionado a «Still Loving You» entre las mejores canciones o power ballads. A continuación una lista de algunas de ellas:
| Autor          | Año  | Reconocimiento                                                            | Puesto | Ref.   |
| -------------- | ---- | ------------------------------------------------------------------------- | ------ | ------ |
| 20 Minutos     | 2020 | Las canciones más románticas del rock y del metal                         | —      | [ 56 ] |
| Bruce Pollock  | 2005 | Las 7500 canciones más importantes de 1944-2000                           | —      | [ 57 ] |
| El País        | 2019 | Las 15 mejores baladas heavy de la historia                               | —      | [ 55 ] |
| Los 40         | 2018 | Las mejores baladas rock de los 80                                        | —      | [ 58 ] |
| Live About     | 2019 | Las 20 mejores baladas del hair metal de los ochenta y noventa            | 19     | [ 28 ] |
| Loudwire       | 2023 | Las 10 canciones más románticas de hard rock para crear el ambiente       | —      | [ 54 ] |
| Mark Ellingham | 2007 | La guía de las listas de reproducción: 5000 canciones que debes descargar | —      | [ 57 ] |
| Revolver       | 2022 | Las 5 power ballads de todos los tiempos                                  | 2      | [ 27 ] |
| Univision      | 2015 | Estas son las 14 mejores baladas del hard rock                            | 10     | [ 59 ] |

### Comercial
En Francia
David Krebs, mánager de la banda por aquel entonces, comentó que «Still Loving You» es el primer gran éxito de Scorpions, ya que ingresó en las listas musicales de varios países. En Francia, consiguió una inesperada atención, tanto es así que ayudó a Scorpions a establecerse como uno de los artistas extranjeros más populares en ese país. En junio de 1984 ingresó en la lista local y estuvo treinta y seis semanas, tres de ellas en el primer lugar. De acuerdo con Philippe Richard, del periódico francés Ouest-France, logró ser la canción «más candente» de la temporada veraniega. En el mismo año, la organización Syndicat National de l'Édition Phonographique (SNEP) lo certificó de disco de platino, por vender más de un millón de copias. En efecto, fue uno de los cinco sencillos en superar esa cifra y terminó el año como el tercero más exitoso en la lista nacional, superado solo por «Ghostbusters» de Ray Parker Jr. y «Besoin de rien, envie de toi» de Peter & Sloane, que ocuparon el segundo y primer lugar respectivamente. Hasta junio de 1985 se estimó que se habían comercializado 1,3 millones de unidades en el país.
Además del éxito comercial, «Still Loving You» tuvo una increíble repercusión en el público francés, ya que fue la «banda sonora de un amor fértil» según Richard. De acuerdo con Schenker, un conocido presentador de la televisión francesa les comentó que la canción era la responsable de una explosión de natalidad en 1985, término conocido en inglés como baby boom. A pesar de que se lo tomaron como una broma, hubo un estudio por parte del gobierno francés que determinó un aumento en el nacimiento de bebés al año siguiente del lanzamiento del sencillo. En efecto, el Instituto Nacional de Estudios Demográficos (INED, por sus siglas en francés) publicó un informe en 1987 que determinó un incremento de nacimientos en 1985. La cifra superó los 150 000 fuera del matrimonio (el doble que la medida en 1979) y bordeó los 142 000 dentro del matrimonio (diez mil más que la medida en 1983). Sin embargo, en este estudio no se le atribuye este crecimiento a la canción, sino a la tasa global de natividad. De acuerdo con Meine, posteriormente se enteraron de que muchas personas en Europa, en especial en Francia, hicieron el amor con el tema de fondo y algunas parejas les pusieron el nombre de Sly a sus concebidas hijas, por las siglas de la canción. Este hecho los inspiró para escribir la power ballad «SLY», que figuró en su disco Sting in the Tail, de 2010.
A partir de la década de 2010 la canción tuvo un resurgimiento en el país, ya que reingresó en la lista de éxitos en seis años seguidos, pero de manera interrumpida. En 2011 logró como máxima posición el puesto 38; en 2012, el 40; en 2013, el 98; en 2014, el 23; en 2015, el 84; y en 2016, el 65. Para mediados de la década, se habían comercializado más de 1,8 millones de copias solo en ese país. Su venta ha sido paulatina con los años; por ejemplo, la empresa Infodisc estimó en 2018 que una reedición publicada en ese mismo año había vendido 1000 copias, mientras que una editada en 2015, también para 2018, comercializó 2100 unidades. En 2016, en una encuesta desarrollada por BVA, determinó que «Still Loving You» era la canción de amor internacional favorita de los franceses con un 22,4 % de los votos.
En el resto del mundo
«Still Loving You» también logró una buena repercusión en otros países de Europa continental, principalmente entre el segundo semestre de 1984 y 1985. En la semana del 19 de noviembre de 1984 debutó en el puesto 39 en el Media Control Charts de Alemania y para el 17 de diciembre alcanzó el lugar 14 como máxima posición. Después de diez semanas seguidas, dejó la lista el 4 de marzo de 1985 en el lugar 72. En Suiza, llegó hasta la tercera casilla del Schweizer Hitparade, mientras que en el conteo musical de Polonia consiguió la misma posición. Para la semana del 8 de abril de 1985, obtuvo el primer lugar en la lista de Portugal y el segundo en la de Grecia. Por su parte, en los Países Bajos, para la semana iniciada el 4 de abril de 1987, alcanzó la quinta casilla en el Dutch Top 100 y la cuarta en el Nederlandse Top 40. De igual manera, el 18 de abril de 1987, obtuvo la tercera posición en la lista Ultratop 50 Singles de la región Valona de Bélgica.
En cuanto a las listas desarrolladas por la entonces revista paneuropea Eurotipsheet, 23 de julio de 1984 debutó en el European Hot 100 Singles en el puesto 87. En la edición del 3 de diciembre de 1984 llegó hasta su máxima posición (puesto 13), gracias a sus ventas en Alemania, Bélgica y Francia. Asimismo, el 30 de julio de 1984 entró en el European Airplay Top 50 en el lugar 26, mientras que el 17 de septiembre del mismo año volvió a ingresar en ese recuento, aunque en el puesto 31. Más tarde, la organización Rock & Pop Arts Awards lo certificó con un disco de platino, en representación a más de un millón de copias vendidas.
Al igual que lo ocurrido en Europa continental, el sencillo tuvo una positiva recepción en algunos mercados de Latinoamérica a partir de 1985. El 26 de enero consiguió el primer lugar en la lista de Brasil, mientras que para el 29 de abril obtuvo el sexto puesto en la de Uruguay. Por su parte, para el 13 de enero de 1986 se situó en la cuarta casilla en el conteo de Argentina. Por el contrario, en los Estados Unidos llegó a posiciones medias. En los conteos elaborados por la revista Billboard, el 21 de julio de 1984 llegó hasta el puesto 64 en el Billboard Hot 100 y permaneció por seis semanas, mientras que el 11 de agosto del mismo año se situó en el 36 en el Mainstream Rock Tracks, pero estuvo por once semanas en la lista. Por su parte, en el Top 100 Singles de Cashbox obtuvo el lugar 69 en la edición del 4 de agosto de 1984.

## Versiones

### Regrabaciones hechas por Scorpions

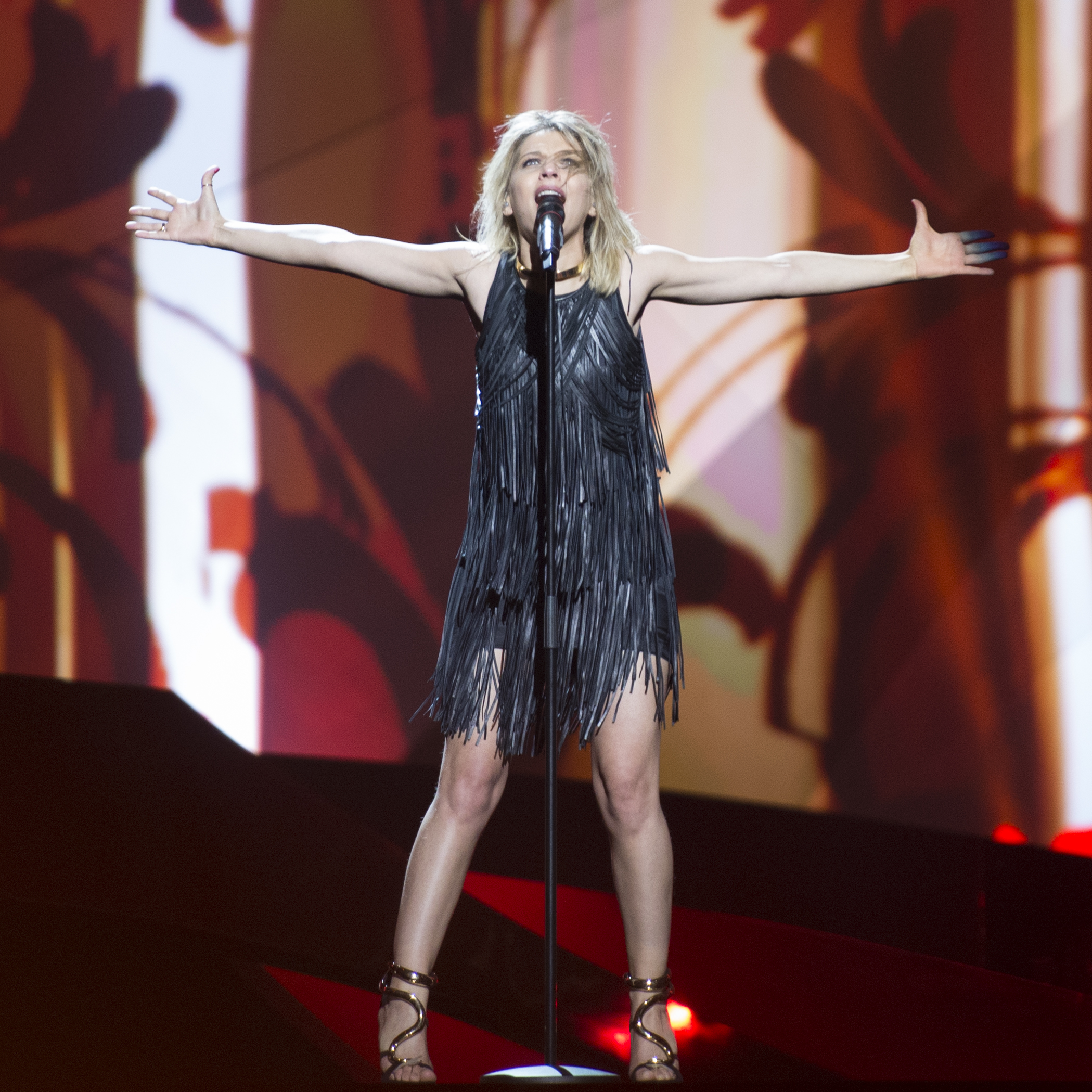
La cantante francesa Amandine Bourgeois realizó un dueto con Meine para el disco Comeblack (2011)

En el concierto dado el 23 de febrero de 1984 en el recinto Palais Omnisports de Paris-Bercy de París (Francia), en el marco de la gira promocional de Love at First Sting, la grabaron para el doble álbum en vivo y VHS World Wide Live de 1985. Con el paso de los años ha figurado en varias de sus producciones en directo y en video, tales como Unbreakable World Tour 2004: One Night in Vienna (2004), Live At Wacken Open Air 2006 (2008), Amazonia: Live in the Jungle (2009), y en Live 2011: Get Your Sting and Blackout (2011), este último tanto en el formato disco compacto como en blu-ray en 3D.
En 1992, el ingeniero Erwin Musper la remezcló para el recopilatorio Still Loving You. Esta nueva edición salió a la venta como sencillo y alcanzó la posición 87 en la lista alemana y la 19 en el Suomen virallinen lista de Finlandia. En 2000, el compositor austríaco Christian Kolonovits la arregló para el álbum sinfónico Moment of Glory —un crossover entre Scorpions y la Orquesta Filarmónica de Berlín—, mientras que al año siguiente la volvió a arreglar pero en formato unplugged para el álbum en vivo Acoustica. En 2011, la banda la regrabó con la tecnología de la época para el recopilatorio Comeblack. En una edición especial se incluyó una versión titulada «Still Loving You - Je T'Aime Encore» como bonus track, interpretada a dúo con la cantante francesa Amandine Bourgeois, ganadora del concurso Pop Idol 2009. En 2013, la banda nuevamente la arregló en formato acústico para la producción en vivo MTV Unplugged - Live in Athens.

### Versiones realizadas por otros artistas
Con el pasar de los años, varios artistas han realizado sus propias versiones para sus respectivos álbumes. En 2000, la banda finlandesa Sonata Arctica la versionó para su extended play Successor. El vocalista Tony Kakko comentó años más tarde que «nació como una broma» ya que querían hacerlo a su estilo (power metal), pero al final obtuvo un positivo resultado para la banda. De hecho, en el mismo año figuró en el recopilatorio A Tribute to the Scorpions del sello Nuclear Blast y en 2003 la banda la volvió a incluir en otro de sus EP, Takatalvi. En 2002, la cantante estadounidense Lana Lane la versionó para su álbum Covers Collection, mientras que Alex Skolnick Trio la arregló en estilo jazz para su álbum debut Goodbye to Romance: Standards for a New Generation. Al año siguiente, la banda sueca Tyskarna från Lund la adaptó en el género synth pop para su álbum debut Metamorphobia. En 2007, el grupo finlandés Korpi Ensemble la incluyó en su disco Trails, mientras que al año siguiente el cantante de Kix, Steve Whiteman, junto al exguitarrista de Dokken, George Lynch, realizaron una versión para el disco tributo Scorpion Tales. En 2019, el guitarrista finlandés Jarkko Ahola la incluyó en su disco de covers  Metallisydän. En 2023 la cantante Anastacia la incluyó en su álbum de versiones Our Songs.
Adicionalmente, ha sido adaptada a otros idiomas. En 1989 la cantante Mihaela Valentina Runceanu editó una versión en rumano para su álbum Pentru Voi, Mugui Noi llamada «Eu Nu Te-am Uitat». En 1993, el músico Simo Salminen la adaptó en finés con el título de «Kaipaan sua niin» para su sencillo «Sun Vain». Cinco años más tarde, el dúo brasileño Cleito & Camargo la grabó en portugués con el nombre de «O Meu Anjo Azul» para su álbum homónimo. En 2008, Rosa López realizó una versión en español llamada «Mi amor eres tú» para su disco Promesas.

## Lista de canciones
| Vinilo de 7" |                    |          |  |
| N.º          | Título             | Duración |  |
| 1.           | «Still Loving You» | 4:48     |  |
| 2.           | «Holiday»          | 6:31     |  |

| Maxisencillo de 12" |                    |          |  |
| N.º                 | Título             | Duración |  |
| 1.                  | «Still Loving You» | 6:27     |  |
| 2.                  | «No One Like You»  | 3:27     |  |
| 3.                  | «Always Somewhere» | 4:54     |  |

| Maxisencillo de 12" |                                  |          |  |
| N.º                 | Título                           | Duración |  |
| 1.                  | «Still Loving You»               | 6:27     |  |
| 2.                  | «As Soon As the Good Times Roll» | 5:02     |  |

| Vinilo de 7" (edición japonesa) |                         |          |  |
| N.º                             | Título                  | Duración |  |
| 1.                              | «Still Loving You»      | 4:24     |  |
| 2.                              | «Bad Boys Running Wild» | 3:55     |  |

| Vinilo de 7" (1985) |                             |          |  |
| N.º                 | Título                      | Duración |  |
| 1.                  | «Still Loving You»          | 5:44     |  |
| 2.                  | «Big City Nights» (en vivo) | 4:49     |  |

| Vinilo de 7" (versión remix de 1992) |                                    |          |  |
| N.º                                  | Título                             | Duración |  |
| 1.                                   | «Still Loving You» (versión remix) | 4:59     |  |
| 2.                                   | «Media Overkill»                   | 3:52     |  |

| Maxisencillo en CD (versión remix de 1992) |                                    |          |  |
| N.º                                        | Título                             | Duración |  |
| 1.                                         | «Still Loving You» (versión remix) | 6:12     |  |
| 2.                                         | «Still Loving You» (versión radio) | 3:48     |  |
| 3.                                         | «Media Overkill»                   | 3:52     |  |

| Sencillo en CD (2000) |                    |          |  |
| N.º                   | Título             | Duración |  |
| 1.                    | «Still Loving You» | 6:27     |  |
| 2.                    | «Love is Blind»    | 3:51     |  |

## Posicionamiento en listas musicales
| País/Continente | Lista (1984-1986)             | Posición |
| --------------- | ----------------------------- | -------- |
| Alemania        | Media Control Charts          | 14       |
| Argentina       | CAPIF Charts                  | 4        |
| Brasil          | ABPD Charts                   | 1        |
| Estados Unidos  | Billboard Hot 100             | 64       |
| Estados Unidos  | Cashbox Top 100 Singles       | 69       |
| Estados Unidos  | Mainstream Rock Charts        | 36       |
| Europa          | European Airplay Top 50       | 26       |
| Europa          | European Hot 100              | 13       |
| Francia         | French Singles Chart          | 1        |
| Grecia          | IFPI Grecia                   | 2        |
| Polonia         | Polish Music Charts           | 3        |
| Portugal        | AFP Charts                    | 1        |
| Suiza           | Schweizer Hitparade           | 3        |
| Uruguay         | CUD Charts                    | 6        |
| País            | Lista (1987)                  | Posición |
| Bélgica         | Ultratop 50 Singles (Valonia) | 3        |
| Países Bajos    | Dutch Top 100                 | 5        |
| Países Bajos    | Nederlandse Top 40            | 4        |
| País            | Lista (1992)                  | Posición |
| Alemania        | Media Control Charts          | 87       |
| Finlandia       | Suomen virallinen lista       | 19       |
| País            | Lista (2011)                  | Posición |
| Francia         | French Singles Charts         | 38       |
| País            | Lista (2012)                  | Posición |
| Francia         | French Singles Charts         | 40       |
| País            | Lista (2013)                  | Posición |
| Francia         | French Singles Charts         | 98       |
| País            | Lista (2014)                  | Posición |
| Francia         | French Singles Charts         | 23       |
| País            | Lista (2015)                  | Posición |
| Francia         | French Singles Charts         | 84       |
| País            | Lista (2016)                  | Posición |
| Francia         | French Singles Charts         | 65       |
| País            | Lista (2020)                  | Posición |
| Finlandia       | Radiosoitto                   | 70       |

| País         | Lista (1984)                  | Posición |
| ------------ | ----------------------------- | -------- |
| Francia      | French Singles Chart          | 3        |
| País         | Lista (1985)                  | Posición |
| Brasil       | ABPD Charts                   | 46       |
| Suiza        | Schweizer Hitparade           | 17       |
| País         | Lista (1987)                  | Posición |
| Bélgica      | Ultratop 50 Singles (Valonia) | 40       |
| Países Bajos | Dutch Top 100                 | 20       |
| Países Bajos | Nederlandse Top 40            | 24       |
| País         | Lista (2012)                  | Posición |
| Francia      | French Singles Chart          | 188      |
| País         | Lista (2019)                  | Posición |
| Portugal     | Top 3000 Streams              | 1068     |

## Certificación
| País                     | Organismo Certificador | Certificación | Ventas certificadas | Ref.    |
| ------------------------ | ---------------------- | ------------- | ------------------- | ------- |
| España                   | Promusicae             | Platino       | 60 000              | [ 126 ] |
| Francia                  | SNEP                   | Platino       | 1 000               | [ 62 ]  |
| Italia                   | FIMI                   | Oro           | 35 000              | [ 127 ] |
| Certificaciones globales |                        |               |                     |         |
| —                        | Rock & Pop Art Awards  | Platino       | 1 000               | [ 82 ]  |

## Créditos
| - Klaus Meine: voz - Rudolf Schenker: guitarra rítmica y guitarra líder (solo) - Matthias Jabs: guitarra rítmica y guitarra líder (inicio) - Francis Buchholz: bajo - Herman Rarebell: batería | - Dieter Dierks: producción - Helmut Newton: fotografía - Erwin Musper: remasterización y mezclador en la versión remix de 1992 |

Fuente: Folletos de notas de «Still Loving You» (1984) y «Still Loving You (Remix)» (1992)